# Atlapetes rufinucha
Atlapetes rufinucha е вид птица от семейство Овесаркови (Emberizidae).

## Разпространение
Видът е разпространен в Боливия и Перу.